# لويز نيومان
لويز نيومان (بالألمانية: Luise Neumann )‏ (و. 1818 – 1905 م) هي ممثلة، وممثلة مسرحية من ألمانيا، والنمسا، ولدت في كارلسروه، توفيت عن عمر يناهز 87 عاماً.